# Филиппов, Дмитрий Владимирович
Дмитрий Владимирович Филиппов (29 сентября 1963 — 28 июня 2019, Магнитогорск, Челябинская область) — советский и российский хоккеист, нападающий.

## Биография
Воспитанник «Торпедо» Усть-Каменогорск, занимался в группе Юрия Тархова. Серебряный призёр и лучший бомбардир юношеского чемпионата СССР 1977/78.
Играл за команды «Енбек» Алма-Ата (1980/81 — 1983/84), «Торпедо» Усть-Каменогорск (1984/85), «Динамо» Харьков и «Ижсталь» (1985/86), «Автомобилист» Караганда (1986/87 — 1989/90), «Лада» Тольятти (1990/91), «Металлург» Магнитогорск (1990/91 — 1993/94), «Металлург-2» Магнитогорск (2 матча) и «Фасса» (Италия, три матча, обе — 1994/95), «Металлург» Новокузнецк (1996/97), «Носта-Южный Урал» (1997/98), «Нефтяник» Альметьевск (1999/2000).
Скончался 28 июня 2019 года от инсульта.
Старший брат Александр также был хоккеистом, играл в низших лигах. Завершил карьеру из-за травмы и вскоре утонул.